# منصور عابدینی
منصور عابدینی (زاده ۱۳۱۴) استاد دانشگاه و نویسنده ایرانی است. 
وی دارای دکتری شیمی از دانشگاه پنسیلوانیا است. او برای نگارش کتاب مبانی شیمی معدنی برگزیدهٔ سومین دورهٔ کتاب سال ایران شد.
منصور عابدینی پس از شش‌دهه تلاش علمی در حوزه شیمی معدنی در تاریخ ۲۷ آبان ماه ۱۴۰۳ چشم از جهان فروبست.